# James Earl Ray
James Earl Ray (født 10. marts 1928, død 23. april 1998) var en amerikansk morder, der blev dømt for at have dræbt Martin Luther King jr. den 4. april 1968, fem år efter Kings verdenskendte "I Have a Dream" tale i 1963.
James Earl Ray blev idømt 99 års fængsel for mordet på King. James Earl Ray tilstod drabet under den efterfølgende retssag. Ray risikerede dødsstraf, såfremt han blev fundet skyldig under retssagen, men ved at erklære sig skyldig kunne han opnå en fængselsdom. Ray trak efter retssagen sin tilståelse tilbage og forsøgte herefter uden held at få genoptaget sagen. Han fik aldrig sin sag genoptaget og døde i 1998 i en alder af 70 år på et fængselshospital i Nashville. Han tilstod aldrig mordet på Martin Luther King, men tilstod, at det var hans våben, der var brugt til mordet.
James er citeret for at have tilstået efterfølgende med ordene "Yeah, I killed him. But what if I did; I never got a trial."

## Opvækst
James Earl Ray voksede op i en fattig familie i Alton, Illinois og forlod skolen som 15-årig. Han meldte sig til hæren ved 2. verdenskrigs afslutning og gjorde tjeneste i Tyskland.

## Kriminel løbebane
James Earl Ray blev i 1949 dømt for indbrud i Californien og modtog i 1952 en dom på to års fængsel for væbnet røveri begået mod en taxichauffør i Illinois. I 1955 blev han dømt tre års fængsel for posttyveri for at have stjålet rejsechecks, som han indløste under en tur til Florida. I 1959 deltog han et væbnet røveri i en butik i St. Louis. Ray blev herefter idømt 20 års fængsel for gentagne lovovertrædelser. Han flygtede fra Missouri State Penitentiary i 1967 ved at gemme sig i en lastbil, der transporterede brød fra fængslets bageri.

## Aktiviteter i 1967
Efter flugten flyttede Ray fra sted til sted. Han tog først til St. Louis i Missouri og herefter til Chicago, Toronto, Montreal og Birmingham i Alabama. Da han nåede til Alabama købte Ray en 1966 Ford Mustang og anskaffede sig et kørekort. Han kørte herefter til Mexico, hvor han gjorde holdt i Acapulco før han slog sig ned i Puerto Vallarta den 19. oktober 1967. Under opholdet i Mexico benyttede han navnet Eric Starvo Galt, og han forsøgte at ernære sig som instruktør af pornofilm. Ved brug af filmudstyr købt via postordre foretog han optagelser af lokale prostituerede. Ray havde dog beskeden succes med forretningen, og da en af de prostituerede, som Ray havde haft et forhold til, slog op med ham, forlod Ray Mexico omkring den 16. november 1967.
Ray ankom til Los Angeles den 19. november 1967. Mens Ray var i L.A. gik han på en lokal bartenderskole og han tog lektioner i dans. Hans primære interesse var dog at støtte George Wallace's præsidentkampagne. Wallace var stærk modstander af borgerrettigheder og tilhænger af raceadskillelse, hvilke synspunkter Ray støttede. Han brugte megen tid i Los Angeles til frivillig støtte for Wallaces valgkamp i kampagnens hovedkvarter i North Hollywood.

## Aktiviteter i begyndelsen af 1968
Den 5. marts 1968 undergik Ray en operation med det formål at ændre sit udseende, hvorefter han den 18. marts 1968 forlod Los Angeles for at køre tværs over USA til Atlanta i Georgia.
Ray ankom til Atlanta den 24. marts 1968, hvor han lejede sig ind på et værelse. Han købte et kort over byen. Ved efterfølgende ransagningen blev kortet fundet, og det fremgik, at Ray havde tegnet cirkler på kortet ved Martin Luther Kings bopæl og ved Kings kirke.
Ray forlod dog atter Atlanta og kørte til Birmingham, Alabama, hvor han den 30. marts 1968 købte en Remington Gamemaster 760 .30-caliber riffel med tilhørende ammunition samt et kikkertsigte. Ray havde benyttet sit Galt alias siden han ankom fra Mexico, men ved købet af riflen benyttede han navnet Harvey Lowmeyer. Efter købet af riflen kørte Ray tilbage til Atlanta. Ray læste i avisen Atlanta Constitution, at King planlagde at tage til Memphis i Tennessee den 1. april 1968. Den 2. april 1968 tog Ray til Memphis.

## Drabet på Martin Luther King, Jr.
Martin Luther King blev skudt og dræbt af en snigskytte den 4. april 1968 mens King stod på terrassen på anden sal på Lorraine Motel i Memphis i Tennessee.

### Tilfangetagelse og retssag
Ray flygtede over grænsen til Toronto, Ontario i Canada, hvor han skaffede sig et canadisk pas under navnet Ramon George Sneyd og skjulte sig i en måned. Den 8. juni 1968, lidt mere end to måneder efter drabet på King, blev Ray anholdt i Londons Heathrow Airport på vej ud af England med et falsk canadisk pas. Ved check-in havde en medarbejder genkendt navnet Sneyd, der var efterlyst af Royal Canadian Mounted Police. Ray havde yderligere et falsk pas på sig ved anholdelsen. Ray blev hurtigt udleveret til Tennessee, hvor han blev tiltalt for drabet på King. Han tilstod drabet den 10. marts 1969 og modtog en dom på 99 års fængsel.

### Tilståelsen trækkes tilbage
Tre dage efter dommen trak Ray sin tilståelse tilbage. Ray havde tilstået efter råd fra sin forsvarsadvokat for at undgå en potentiel dødsstraf, men afbrød nu samarbejdet med forsvareren. Ray oplyste herefter, at han havde mødt en mand "Raul" i Montreal, der havde været dybt involveret i drabet. Ray hævdede nu, at han ikke "personligt skød Dr. King", men at han dog kunne være "delvist ansvarlig for drabet uden at vide det", og antydede derved en større konspiration.
Ray solgte rettighederne til sin historie til journalisten og forfatteren William Bradford Huie, der undersøgte Rays historie. Huie konkluderede, at Ray til tider løj om forløbet. Ray fortalte Huie, at han havde efterladt riflen med sine fingeraftryk med vilje fordi han ville blive kendt som en berømt forbryder. Ray var overbevist om, at han var så klog, at han ikke ville blive fanget. Han mente, at Alabamas guvernør George Wallace ville blive valgt til præsident ved valget i november 1968 og at Ray derefter ville blive løsladt.
Ray brugte resten af sit liv på uden succes at få trukket tilståelsen tilbage og få en ny retssag.

## Anden flugt fra fængslet
Den 10. juni 1977 flygtede Ray igen fra fængslet. Ray flygtede med seks andre fanger fra Brushy Mountain State Penitentiary i Petros, Tennessee. Ray kom derved for anden gang i livet på FBI's liste over de meste eftersøgte forbrydere. Ray og de øvrige flygtende blev fanget igen tre dage senere og sendt tilbage til fængslet. Der blev lagt yderligere et år til Rays dom, der herefter lød på 100 års fængsel.

## Konspirationsteorier
Ray antog advokaten Jack Kershaw, der på vegne Ray gjorde gældende, at Ray ikke var ansvarlig for drabet, men at dette havde været resultatet af en konspiration, der involverede en ukendt person "Raul". Det lykkedes Kershaw at få de amerikanske myndigheder til at foretage ballistiske undersøgelser af projektilet, men undersøgelserne førte ikke til nyt i sagen. Kershaw overtalte Ray til at tage en test med en løgnedetektor som en del af et interview med magasinet Playboy i 1977. Playboy konkluderede dog, at testen viste, at "Ray rent faktisk dræbte Martin Luther King Jr. og at han var alene om det."
Ray fyrede herefter Kershaw og antog i stedet konspirationsteoretikeren og forfatteren Mark Lane som juridisk rådgiver.

### Senere udvikling
I 1997 mødte Martin Luther Kings søn, Dexter King, med James Earl Ray. Dexter King støttede offentligt en kampagne for Rays ønske om en ny retssag. En restaurantejer i Memphis, Loyd Jowers, blev sagsøgt i en civil sag, hvis tema var at godtgøre, at der forelå en sammensværgelse om at myrde King. Jowers blev fundet juridisk ansvarlig og familien King accepterede 100$ i kompensation. Familien King var under sagen repræsenteret af Dr. William Pepper, der tidligere havde repræsenteret James Earl Ray i dennes forsøg på at få en ny retssag. Familien King mener ikke, at Ray havde noget med mordet at gøre.
Jowers forklaringer og den civile retssag er blevet skarpt kritiseret. Det amerikanske justitsministerium konkluderede efter en grundig analyse, at Jowers' konstant har ændret forklaringer og at ingen af hans vidneudsagn har den mindste smule troværdighed knyttet til sig.